# Biurko

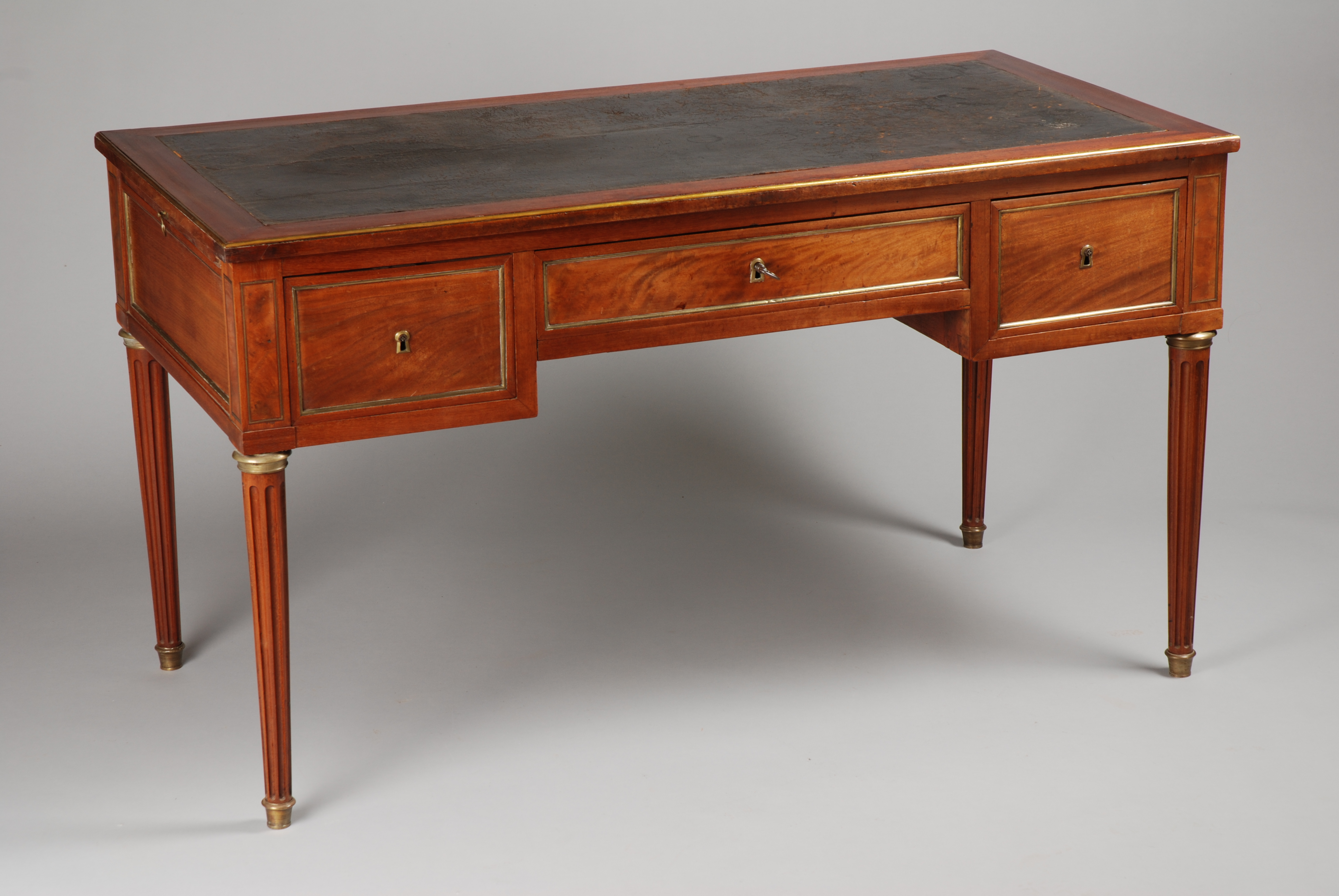
Biurko z XVIII wieku

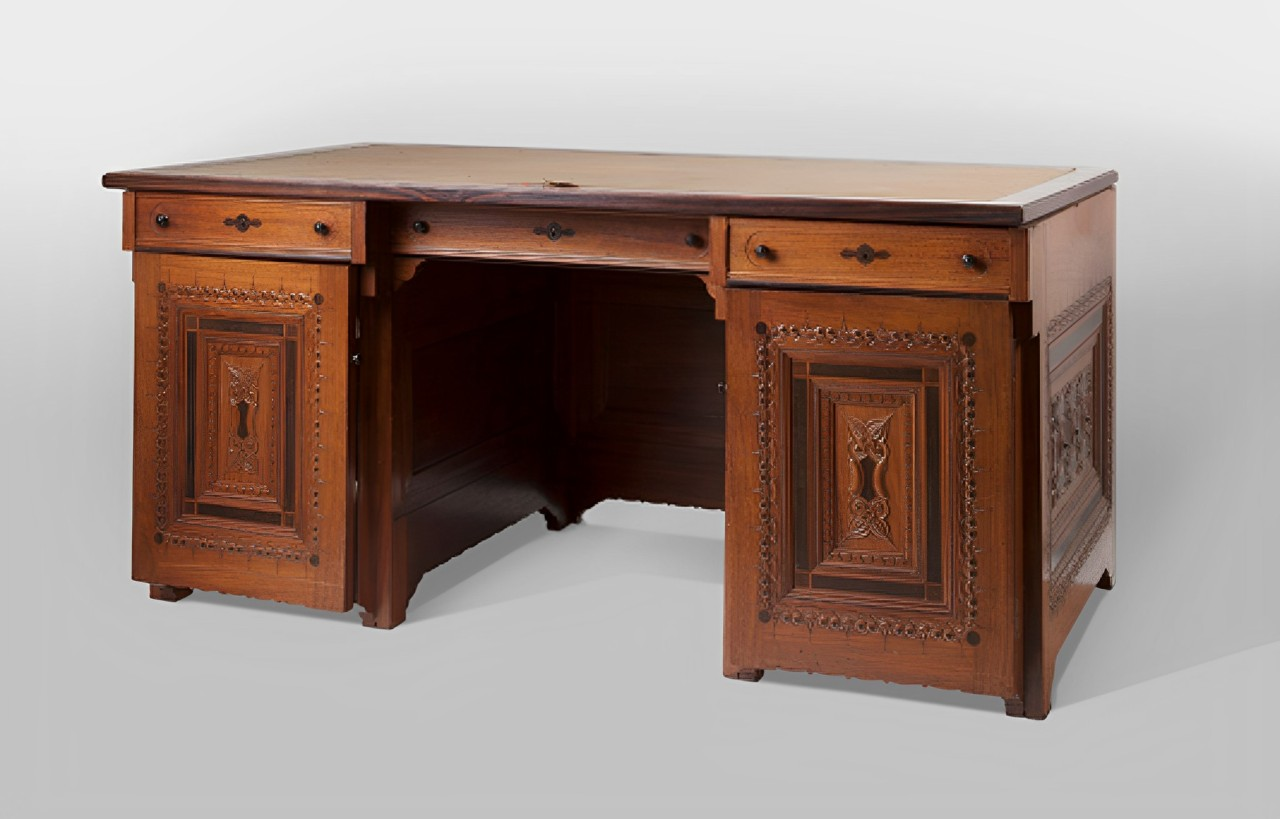
Biurko z początku XX wieku

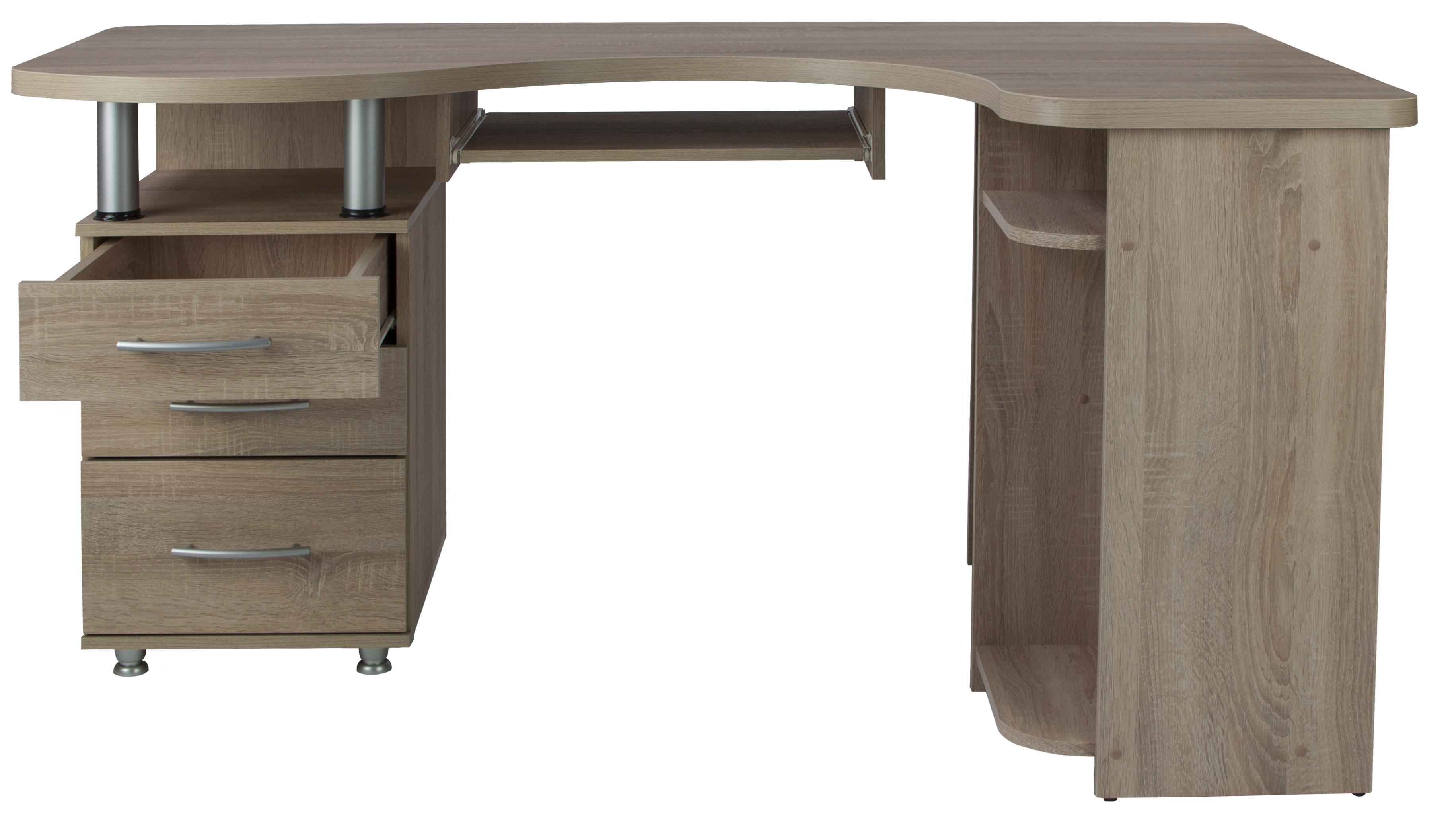
Współczesne biurko narożnikowe w kształcie litery L

Biurko – mebel skrzyniowy z szufladami, szafkami i skrytkami.
Używany we Francji i Anglii termin bureau pochodzi od słowa bure, oznaczający typ zgrzebnego płótna, którym w średniowieczu przykrywano stoły i pulpity kancelistów.
Obecnie jest najczęściej używane jako pulpit do pisania i podstawka pod komputer. Szuflady i szafki służą jako schowki na papier i przybory biurowe.
Biurko wykształciło się z połączenia pulpitu, stołu i komody w drugiej połowie XVII wieku we Francji. Upowszechniło się w różnych postaciach konstrukcyjnych.
Biurka wykonane są z drewna lub płyty wiórowej oklejone elastofolem lub fornirem lub z płyty laminowanej. Biurko, a zwłaszcza jego blat może też być wykonane z grubego, wytrzymałego szkła.
Obecnie przy produkcji biurek znaczącą role odgrywa poziom ergonomii. Zadaniem produktu jest zapewnienie użytkownikowi optymalnego komfortu. Oprócz tradycyjnych blatów w kształcie prostokąta, dostępne są ergonomiczne modele narożne w kształcie litery L, które gwarantują wygodę użytkowania i większą funkcjonalność w porównaniu z klasycznymi biurkami. Dzięki większemu blatowi, zapewniają także więcej miejsca na przybory biurowe.

## Biurko z regulacją wysokości
Biurko z regulowaną wysokością umożliwia m.in. zmianę pozycji z siedzącej na stojącą w trakcie pracy. Wysokość blatu takiego biurka można regulować za pomocą silnika elektrycznego lub ręcznej korby. Biurko regulowane może być użyteczne w sytuacji, kiedy dwie osoby muszą dzielić swoje stanowisko pracy.

## Biurko gamingowe
Biurko używane w środowisku graczy komputerowych. Tego typu meble mają szereg udogodnień, które pozwalają je wyprofilować pod różnego rodzaju potrzeby. W niektórych są dodatkowe gniazda elektryczne oraz USB, a w innych przepustnice na kable lub uchwyty na napoje.